# 9

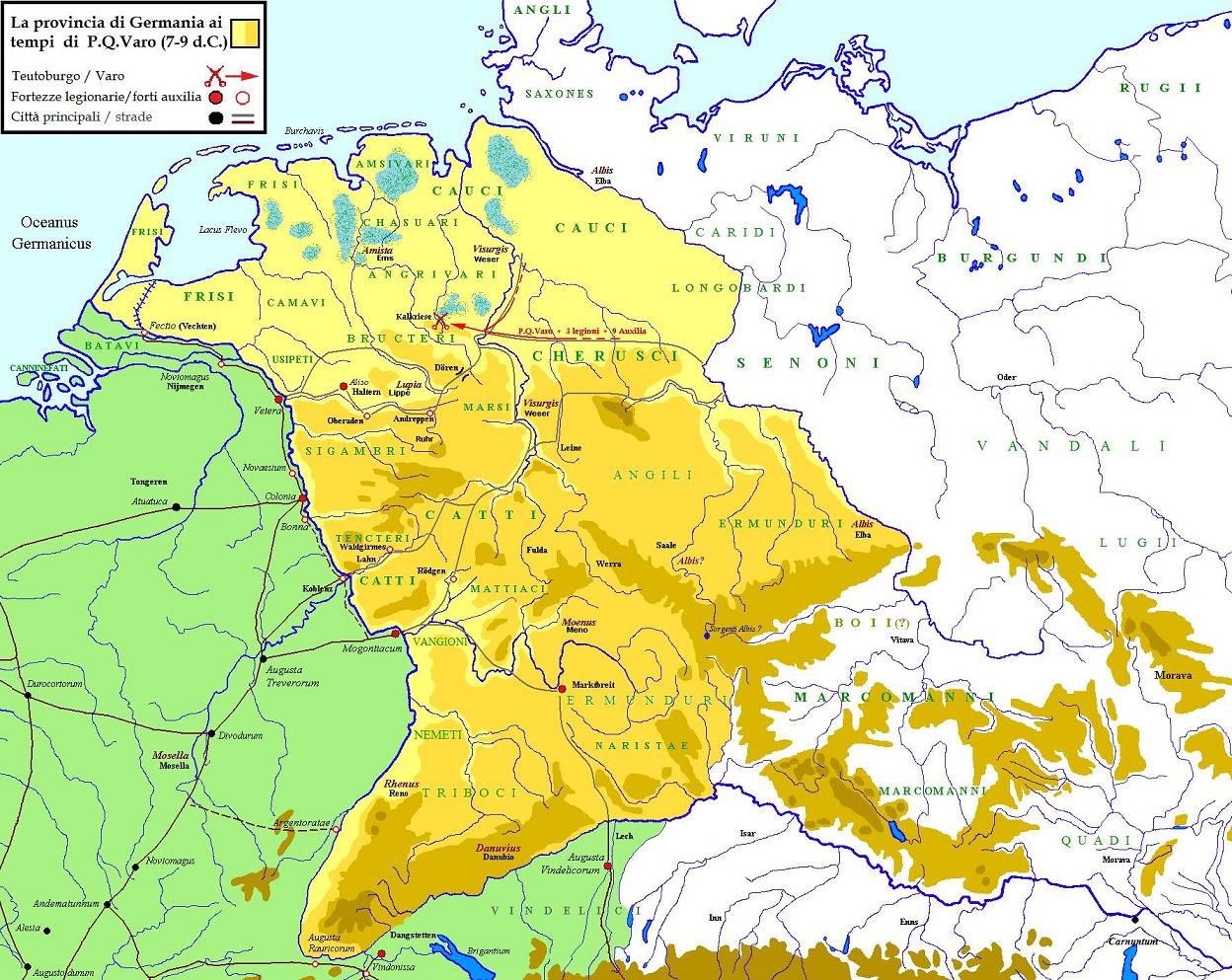
Romeinse expeditie van Varus in Germanië.

Het jaar 9 is het negende jaar in de 1e eeuw volgens de christelijke jaartelling.

## Gebeurtenissen

### Italië
- Keizer Augustus stuurt Legio II Augusta en Legio XIIII Gemina naar Germania, ze worden gevestigd in Mogontiacum (huidige Mainz).
- Augustus wijdt op het Marsveld het Horologium van Augustus in, een zonnewijzer in de vorm van een 30 meter hoge obelisk uit Egypte.
- De Senaat voert de Romeinse wet Lex Papia Poppaea in, hiermee worden de strenge huwelijkswetten van de Romeinen versoepeld.
- Titus Livius schrijft zijn "Ab Urbe Condita", een geschiedkundig boekwerk: vanaf de stichting van Rome tot rond het jaar 10 n.Chr.

### Balkan
- Einde van de Pannonische Opstand: De Keltische stammen in Illyricum worden onderworpen, de provincie wordt verdeeld in Pannonia en Dalmatia.

### Europa
- Slag bij het Teutoburgerwoud: Op de terugmars naar hun winterkampen in Anreppen, Haltern en Xanten, wordt het Romeinse leger - Legio XVII, Legio XVIII en Legio XIX - en hulptroepen onder bevel van Publius Quinctilius Varus, in een hinderlaag gelokt bij Kalkriese en door Germaanse stammen onder leiding van Arminius vernietigd.

### Palestina
- Marcus Ambibulus volgt Coponius op als tweede praefectus over Judea. Ter verdediging wordt Legio XII Fulminata gelegerd in Caesarea.

### China
- Wang Mang (r. 9 - 23) roept zichzelf uit tot keizer en sticht de kortlevende Xin ("Nieuwe")-dynastie. Hij plaatst de 5-jarige Ruzi onder huisarrest en voert landbouwhervormingen door.
- Grootgrondbezitters worden onteigend, waarna het land onder de boeren wordt verdeeld. De Han-edelen raken hun titels kwijt en slavernij wordt verboden in het Chinese Keizerrijk.

## Geboren
- 17 november - Titus Flavius Vespasianus, keizer van het Romeinse Keizerrijk (overleden 79)

## Overleden
- Publius Quinctilius Varus, Romeins consul en veldheer